# Copa El Salvador 2016-17
La Copa El Salvador 2016-17 fue la primera edición de la Copa El Salvador, reemplazando a la Copa Presidente. Inició el 19 de octubre de 2016 y finalizó el 22 de noviembre de 2017. El torneo es organizado por la Federación Salvadoreña de Fútbol y participaron clubes de la Primera, Segunda y Tercera División.
Se tenía previsto que se desarrollara junto a los torneos Apertura 2016 y Clausura 2017 disputados por las tres ligas,pero sufrió retrasos debido a problemas de organización.
Santa Tecla se proclamó campeón por primera vez en su historia tras vencer a FAS en la final con marcador de 1 - 0.

## Formato de competición
Las reglas del torneo fueron las siguientes:
- El evento consistió de una fase de grupos y una fase de eliminación directa.
- La fase de grupos se jugó a visita recíproca y clasificaron a la etapa de eliminación directa los primeros lugares de cada grupo y los mejores cuatro segundos puestos para totalizar 16 equipos clasificados.
- La fase de eliminación directa se disputó a un solo juego.[6]

## Equipos participantes
| Primera División | Primera División    | Primera División    | Primera División           |
| ---------------- | ------------------- | ------------------- | -------------------------- |
| Águila           | Alianza             | Chalatenango        | Dragón                     |
| FAS              | Isidro Metapán      | Luis Ángel Firpo    | Municipal Limeño           |
| Pasaquina        | Santa Tecla         | Sonsonate           | Universidad de El Salvador |
| Segunda División |                     |                     |                            |
| Aspirante        | Atlético Comalapa   | Audaz               | El Roble                   |
| Jocoro           | La Asunción         | Leones de Occidente | Luis Ángel Firpo (II)      |
| 11 Lobos         | 11 Municipal        | Topiltzín           | Vendaval                   |
| Tercera División |                     |                     |                            |
| ADET             | California          | Chagüite            | Espartano                  |
| Guazapa          | Juventud Cara Sucia | Los Andes           | Municipal Ilopaneco        |
| Real San Esteban | San Jerónimo Nejapa | Sensuntepeque       | UDET                       |

## Fase de grupos

### Grupo A
| Pos. | Equipo              | Pts. | PJ | G | E | P | GF | GC | Dif. | Clasificación    |     | DIM | ESP | LDO |
| ---- | ------------------- | ---- | -- | - | - | - | -- | -- | ---- | ---------------- | --- | --- | --- | --- |
| 1    | Isidro Metapán      | 12   | 4  | 4 | 0 | 0 | 14 | 2  | +12  | Octavos de final |     | —   | 5–1 | 4–0 |
| 2    | Espartano           | 4    | 4  | 1 | 1 | 2 | 5  | 8  | −3   |                  |     | 0–2 | —   | 3–0 |
| 3    | Leones de Occidente | 1    | 4  | 0 | 1 | 3 | 2  | 11 | −9   |                  | 1–3 | 1–1 | —   |     |

 Fuente: 

### Grupo B
| Pos. | Equipo       | Pts. | PJ | G | E | P | GF | GC | Dif. | Clasificación    |  | FAS | MUN | ADET |
| ---- | ------------ | ---- | -- | - | - | - | -- | -- | ---- | ---------------- |  | --- | --- | ---- |
| 1    | FAS          | 8    | 4  | 2 | 2 | 0 | 9  | 2  | +7   | Octavos de final |  | —   | 1–1 | 5–0  |
| 2    | 11 Municipal | 8    | 4  | 2 | 2 | 0 | 6  | 1  | +5   | Octavos de final |  | 0–0 | —   | 4–0  |
| 3    | ADET         | 0    | 4  | 0 | 0 | 4 | 1  | 13 | −12  |                  |  | 1–3 | 0–1 | —    |

 Fuente: 

### Grupo C
| Pos. | Equipo              | Pts. | PJ | G | E | P | GF | GC | Dif. | Clasificación    |     | JCS | ONC | SON |
| ---- | ------------------- | ---- | -- | - | - | - | -- | -- | ---- | ---------------- | --- | --- | --- | --- |
| 1    | Juventud Cara Sucia | 6    | 4  | 2 | 0 | 2 | 4  | 7  | −3   | Octavos de final |     | —   | 2–1 | 1–2 |
| 2    | 11 Lobos            | 5    | 4  | 1 | 2 | 1 | 5  | 2  | +3   |                  |     | 4–0 | —   | 0–0 |
| 3    | Sonsonate           | 5    | 4  | 1 | 2 | 1 | 2  | 2  | 0    |                  | 0–1 | 0–0 | —   |     |

 Fuente: 

### Grupo D
| Pos. | Equipo                     | Pts. | PJ | G | E | P | GF | GC | Dif. | Clasificación    |     | UES | ATC | MIL |
| ---- | -------------------------- | ---- | -- | - | - | - | -- | -- | ---- | ---------------- | --- | --- | --- | --- |
| 1    | Universidad de El Salvador | 9    | 4  | 3 | 0 | 1 | 8  | 5  | +3   | Octavos de final |     | —   | 3–1 | 1–0 |
| 2    | Atlético Comalapa          | 6    | 4  | 2 | 0 | 2 | 8  | 8  | 0    |                  |     | 2–3 | —   | 3–1 |
| 3    | Municipal Ilopaneco        | 3    | 4  | 1 | 0 | 3 | 4  | 0  | +4   |                  | 2–1 | 1–2 | —   |     |

 Fuente: 

### Grupo E
| Pos. | Equipo      | Pts. | PJ | G | E | P | GF | GC | Dif. | Clasificación    |  | STL | ER  | EFG |
| ---- | ----------- | ---- | -- | - | - | - | -- | -- | ---- | ---------------- |  | --- | --- | --- |
| 1    | Santa Tecla | 7    | 4  | 2 | 1 | 1 | 13 | 6  | +7   | Octavos de final |  | —   | 4–0 | 6–1 |
| 2    | El Roble    | 7    | 4  | 2 | 1 | 1 | 7  | 6  | +1   | Octavos de final |  | 0–0 | —   | 5–1 |
| 3    | Guazapa     | 3    | 4  | 1 | 0 | 3 | 3  | 8  | −5   |                  |  | 5–3 | 1–2 | —   |

 Fuente: 

### Grupo F
| Pos. | Equipo              | Pts. | PJ | G | E | P | GF | GC | Dif. | Clasificación    |     | AFC | ADZ | SJN |
| ---- | ------------------- | ---- | -- | - | - | - | -- | -- | ---- | ---------------- | --- | --- | --- | --- |
| 1    | Alianza             | 10   | 4  | 3 | 1 | 0 | 19 | 4  | +15  | Octavos de final |     | —   | 5–2 | 8–0 |
| 2    | Audaz               | 7    | 4  | 2 | 1 | 1 | 6  | 6  | 0    |                  |     | 1–1 | —   | 2–0 |
| 3    | San Jerónimo Nejapa | 0    | 4  | 0 | 0 | 4 | 1  | 16 | −15  |                  | 1–5 | 0–1 | —   |     |

 Fuente: 

### Grupo G
| Pos. | Equipo        | Pts. | PJ | G | E | P | GF | GC | Dif. | Clasificación    |     | SEN | CHA | VEN |
| ---- | ------------- | ---- | -- | - | - | - | -- | -- | ---- | ---------------- | --- | --- | --- | --- |
| 1    | Sensuntepeque | 7    | 4  | 2 | 1 | 1 | 11 | 9  | +2   | Octavos de final |     | —   | 0–3 | 4–1 |
| 2    | Chalatenango  | 6    | 4  | 2 | 0 | 2 | 7  | 6  | +1   |                  |     | 3–5 | —   | 1–0 |
| 3    | Vendaval      | 4    | 4  | 1 | 1 | 2 | 4  | 7  | −3   |                  | 2–2 | 1–0 | —   |     |

 Fuente: 

### Grupo H
| Pos. | Equipo                | Pts. | PJ | G | E | P | GF | GC | Dif. | Clasificación    |     | CDÁ | LÁF2 | LAN |
| ---- | --------------------- | ---- | -- | - | - | - | -- | -- | ---- | ---------------- | --- | --- | ---- | --- |
| 1    | Águila                | 12   | 4  | 4 | 0 | 0 | 17 | 6  | +11  | Octavos de final |     | —   | 6–3  | 5–1 |
| 2    | Luis Ángel Firpo (II) | 3    | 4  | 1 | 0 | 3 | 9  | 14 | −5   |                  |     | 1–4 | —    | 3–1 |
| 3    | Los Andes             | 3    | 4  | 1 | 0 | 3 | 6  | 0  | +6   |                  | 1–2 | 3–2 | —    |     |

 Fuente: 

### Grupo I
| Pos. | Equipo      | Pts. | PJ | G | E | P | GF | GC | Dif. | Clasificación    |  | PAS | CGT | LAS |
| ---- | ----------- | ---- | -- | - | - | - | -- | -- | ---- | ---------------- |  | --- | --- | --- |
| 1    | Pasaquina   | 9    | 4  | 3 | 0 | 1 | 7  | 7  | 0    | Octavos de final |  | —   | 1–4 | 2–1 |
| 2    | Chagüite    | 7    | 4  | 2 | 1 | 1 | 10 | 5  | +5   | Octavos de final |  | 1–2 | —   | 1–1 |
| 3    | La Asunción | 1    | 4  | 0 | 1 | 3 | 4  | 9  | −5   |                  |  | 1–2 | 1–4 | —   |

 Fuente: 

### Grupo J
| Pos. | Equipo           | Pts. | PJ | G | E | P | GF | GC | Dif. | Clasificación    |  | LÁF | JOC | UDET |
| ---- | ---------------- | ---- | -- | - | - | - | -- | -- | ---- | ---------------- |  | --- | --- | ---- |
| 1    | Luis Ángel Firpo | 9    | 4  | 3 | 0 | 1 | 12 | 2  | +10  | Octavos de final |  | —   | 0–1 | 6–0  |
| 2    | Jocoro           | 7    | 4  | 2 | 1 | 1 | 6  | 3  | +3   | Octavos de final |  | 1–2 | —   | 3–0  |
| 3    | UDET             | 1    | 4  | 0 | 1 | 3 | 1  | 14 | −13  |                  |  | 0–4 | 1–1 | —    |

 Fuente: 

### Grupo K
| Pos. | Equipo           | Pts. | PJ | G | E | P | GF | GC | Dif. | Clasificación    |     | MLI | ASP | RSE |
| ---- | ---------------- | ---- | -- | - | - | - | -- | -- | ---- | ---------------- | --- | --- | --- | --- |
| 1    | Municipal Limeño | 12   | 4  | 4 | 0 | 0 | 12 | 5  | +7   | Octavos de final |     | —   | 3–2 | 5–2 |
| 2    | Aspirante        | 4    | 4  | 1 | 1 | 2 | 5  | 6  | −1   |                  |     | 0–2 | —   | 2–1 |
| 3    | Real San Esteban | 1    | 4  | 0 | 1 | 3 | 3  | 9  | −6   |                  | 0–2 | 0–0 | —   |     |

 Fuente: 

### Grupo L
| Pos. | Equipo     | Pts. | PJ | G | E | P | GF | GC | Dif. | Clasificación    |     | TOP | DRA | CAL |
| ---- | ---------- | ---- | -- | - | - | - | -- | -- | ---- | ---------------- | --- | --- | --- | --- |
| 1    | Topiltzín  | 10   | 4  | 3 | 1 | 0 | 8  | 2  | +6   | Octavos de final |     | —   | 1–0 | 4–0 |
| 2    | Dragón     | 4    | 4  | 1 | 1 | 2 | 8  | 6  | +2   |                  |     | 1–2 | —   | 5–1 |
| 3    | California | 2    | 4  | 0 | 2 | 2 | 4  | 12 | −8   |                  | 1–1 | 2–2 | —   |     |

 Fuente: 

### Mejores segundos
| Pos. | Grp. | Equipo                | Pts. | PJ | G | E | P | GF | GC | Dif. | Clasificación    |
| ---- | ---- | --------------------- | ---- | -- | - | - | - | -- | -- | ---- | ---------------- |
| 1    | B    | 11 Municipal          | 8    | 4  | 2 | 2 | 0 | 6  | 1  | +5   | Octavos de final |
| 2    | I    | Chagüite              | 7    | 4  | 2 | 1 | 1 | 10 | 5  | +5   | Octavos de final |
| 3    | J    | Jocoro                | 7    | 4  | 2 | 1 | 1 | 6  | 3  | +3   | Octavos de final |
| 4    | E    | El Roble              | 7    | 4  | 2 | 1 | 1 | 7  | 6  | +1   | Octavos de final |
| 5    | F    | Audaz                 | 7    | 4  | 2 | 1 | 1 | 6  | 6  | 0    |                  |
| 6    | G    | Chalatenango          | 6    | 4  | 2 | 0 | 2 | 7  | 6  | +1   |                  |
| 7    | D    | Atlético Comalapa     | 6    | 4  | 2 | 0 | 2 | 8  | 8  | 0    |                  |
| 8    | K    | Aspirante             | 4    | 4  | 1 | 1 | 2 | 5  | 6  | −1   |                  |
| 9    | C    | 11 Lobos              | 5    | 4  | 1 | 2 | 1 | 5  | 2  | +3   |                  |
| 10   | L    | Dragón                | 4    | 4  | 1 | 1 | 2 | 8  | 6  | +2   |                  |
| 11   | A    | Espartano             | 4    | 4  | 1 | 1 | 2 | 5  | 8  | −3   |                  |
| 12   | H    | Luis Ángel Firpo (II) | 3    | 4  | 1 | 0 | 3 | 9  | 14 | −5   |                  |

 Fuente: 
Criterios de clasificación: 1) Puntos; 2) Diferencia de gol; 3) Goles anotados.

## Fase de eliminación

### Cuadro de desarrollo
|  | Octavos de final         | Octavos de final         |             |                   | Cuartos de final      | Cuartos de final      |  |         | Semifinales                | Semifinales                |  |     | Final                   | Final                   |  |
|  | 20 de septiembre de 2017 | 20 de septiembre de 2017 |             |                   | 25 de octubre de 2017 | 25 de octubre de 2017 |  |         | 1 y 2 de noviembre de 2017 | 1 y 2 de noviembre de 2017 |  |     | 22 de noviembre de 2017 | 22 de noviembre de 2017 |  |
|  |                          |                          |             |                   |                       |                       |  |         |                            |                            |  |     |                         |                         |  |
|  |                          |                          |             |                   |                       |                       |  |         |                            |                            |  |     |                         |                         |  |
|  | Atlético Comalapa        | 4                        |             |                   |                       |                       |  |         |                            |                            |  |     |                         |                         |  |
|  | Atlético Comalapa        | 4                        |             |                   |                       |                       |  |         |                            |                            |  |     |                         |                         |  |
|  | Isidro Metapán           | 3                        |             |                   |                       |                       |  |         |                            |                            |  |     |                         |                         |  |
|  | Isidro Metapán           | 3                        |             | Atlético Comalapa | 2 (2)                 |                       |  |         |                            |                            |  |     |                         |                         |  |
|  |                          |                          |             | Atlético Comalapa | 2 (2)                 |                       |  |         |                            |                            |  |     |                         |                         |  |
|  |                          |                          | FAS         | 2 (4)             |                       |                       |  |         |                            |                            |  |     |                         |                         |  |
|  | Juventud Cara Sucia      | 3                        | FAS         | 2 (4)             |                       |                       |  |         |                            |                            |  |     |                         |                         |  |
|  | Juventud Cara Sucia      | 3                        |             |                   |                       |                       |  |         |                            |                            |  |     |                         |                         |  |
|  | FAS                      | 4                        |             |                   |                       |                       |  |         |                            |                            |  |     |                         |                         |  |
|  | FAS                      | 4                        |             |                   |                       |                       |  | FAS     | 1                          |                            |  |     |                         |                         |  |
|  |                          |                          |             |                   |                       |                       |  | FAS     | 1                          |                            |  |     |                         |                         |  |
|  |                          |                          | Chagüite    | 0                 |                       |                       |  |         |                            |                            |  |     |                         |                         |  |
|  | Chagüite                 | 0 (4)                    | Chagüite    | 0                 |                       |                       |  |         |                            |                            |  |     |                         |                         |  |
|  | Chagüite                 | 0 (4)                    |             |                   |                       |                       |  |         |                            |                            |  |     |                         |                         |  |
|  | Municipal Limeño         | 0 (2)                    |             |                   |                       |                       |  |         |                            |                            |  |     |                         |                         |  |
|  | Municipal Limeño         | 0 (2)                    |             | Chagüite          | 2 (4)                 |                       |  |         |                            |                            |  |     |                         |                         |  |
|  |                          |                          |             | Chagüite          | 2 (4)                 |                       |  |         |                            |                            |  |     |                         |                         |  |
|  |                          |                          | Águila      | 2 (3)             |                       |                       |  |         |                            |                            |  |     |                         |                         |  |
|  | El Roble                 | 1 (3)                    | Águila      | 2 (3)             |                       |                       |  |         |                            |                            |  |     |                         |                         |  |
|  | El Roble                 | 1 (3)                    |             |                   |                       |                       |  |         |                            |                            |  |     |                         |                         |  |
|  | Águila                   | 1 (4)                    |             |                   |                       |                       |  |         |                            |                            |  |     |                         |                         |  |
|  | Águila                   | 1 (4)                    |             |                   |                       |                       |  |         |                            |                            |  | FAS | 0                       |                         |  |
|  |                          |                          |             |                   |                       |                       |  |         |                            |                            |  | FAS | 0                       |                         |  |
|  |                          |                          | Santa Tecla | 1                 |                       |                       |  |         |                            |                            |  |     |                         |                         |  |
|  | Jocoro                   | 3                        | Santa Tecla | 1                 |                       |                       |  |         |                            |                            |  |     |                         |                         |  |
|  | Jocoro                   | 3                        |             |                   |                       |                       |  |         |                            |                            |  |     |                         |                         |  |
|  | Pasaquina                | 1                        |             |                   |                       |                       |  |         |                            |                            |  |     |                         |                         |  |
|  | Pasaquina                | 1                        |             | Jocoro            | 0                     |                       |  |         |                            |                            |  |     |                         |                         |  |
|  |                          |                          |             | Jocoro            | 0                     |                       |  |         |                            |                            |  |     |                         |                         |  |
|  |                          |                          | Alianza     | 2                 |                       |                       |  |         |                            |                            |  |     |                         |                         |  |
|  | 11 Municipal             | 1                        | Alianza     | 2                 |                       |                       |  |         |                            |                            |  |     |                         |                         |  |
|  | 11 Municipal             | 1                        |             |                   |                       |                       |  |         |                            |                            |  |     |                         |                         |  |
|  | Alianza                  | 3                        |             |                   |                       |                       |  |         |                            |                            |  |     |                         |                         |  |
|  | Alianza                  | 3                        |             |                   |                       |                       |  | Alianza | 0                          |                            |  |     |                         |                         |  |
|  |                          |                          |             |                   |                       |                       |  | Alianza | 0                          |                            |  |     |                         |                         |  |
|  |                          |                          | Santa Tecla | 1                 |                       |                       |  |         |                            |                            |  |     |                         |                         |  |
|  | Topiltzín                | 1 (5)                    | Santa Tecla | 1                 |                       |                       |  |         |                            |                            |  |     |                         |                         |  |
|  | Topiltzín                | 1 (5)                    |             |                   |                       |                       |  |         |                            |                            |  |     |                         |                         |  |
|  | Luis Ángel Firpo         | 1 (4)                    |             |                   |                       |                       |  |         |                            |                            |  |     |                         |                         |  |
|  | Luis Ángel Firpo         | 1 (4)                    |             | Topiltzín         | 1 (3)                 |                       |  |         |                            |                            |  |     |                         |                         |  |
|  |                          |                          |             | Topiltzín         | 1 (3)                 |                       |  |         |                            |                            |  |     |                         |                         |  |
|  |                          |                          | Santa Tecla | 1 (4)             |                       |                       |  |         |                            |                            |  |     |                         |                         |  |
|  | Sensuntepeque            | 0                        | Santa Tecla | 1 (4)             |                       |                       |  |         |                            |                            |  |     |                         |                         |  |
|  | Sensuntepeque            | 0                        |             |                   |                       |                       |  |         |                            |                            |  |     |                         |                         |  |
|  | Santa Tecla              | 3                        |             |                   |                       |                       |  |         |                            |                            |  |     |                         |                         |  |
|  | Santa Tecla              | 3                        |             |                   |                       |                       |  |         |                            |                            |  |     |                         |                         |  |
|  |                          |                          |             |                   |                       |                       |  |         |                            |                            |  |     |                         |                         |  |

### Octavos de final
- Nota: Atlético Comalapa tomó el lugar del Club Deportivo Universidad de El Salvador.[6]

| Fecha                    | Estadio                         | Equipo 1            | Resultado     | Equipo 2         |
| ------------------------ | ------------------------------- | ------------------- | ------------- | ---------------- |
| 20 de septiembre de 2017 | Municipal de Comalapa           | Atlético Comalapa   | 4 - 3         | Isidro Metapán   |
| 20 de septiembre de 2017 | Cancha INDES                    | Juventud Cara Sucia | 3 - 4         | FAS              |
| 20 de septiembre de 2017 | Polideportivo "Tierra de fuego" | Chagüite            | (4) 0 - 0 (2) | Municipal Limeño |
| 20 de septiembre de 2017 | Mauricio Vides                  | El Roble            | (3) 1 - 1 (4) | Águila           |
| 20 de septiembre de 2017 | Polideportivo "Tierra de fuego" | Jocoro              | 3 - 1         | Pasaquina        |
| 20 de septiembre de 2017 | Arturo Simeón Magaña            | 11 Municipal        | 1 - 3         | Alianza          |
| 20 de septiembre de 2017 | Topiltzín                       | Topiltzín           | (5) 1 - 1 (4) | Luis Ángel Firpo |
| 20 de septiembre de 2017 | Polideportivo de Sensuntepeque  | Sensuntepeque       | 0 - 3         | Santa Tecla      |

### Cuartos de final
| Fecha                 | Estadio                         | Equipo 1          | Resultado     | Equipo 2    |
| --------------------- | ------------------------------- | ----------------- | ------------- | ----------- |
| 25 de octubre de 2017 | Municipal de Comalapa           | Atlético Comalapa | (2) 2 - 2 (4) | FAS         |
| 25 de octubre de 2017 | Juan Francisco Barraza          | Chagüite          | (4) 2 - 2 (3) | Águila      |
| 25 de octubre de 2017 | Polideportivo "Tierra de fuego" | Jocoro            | 0 - 2         | Alianza     |
| 25 de octubre de 2017 | Topiltzín                       | Topiltzín         | (3) 1 - 1 (4) | Santa Tecla |

### Semifinales
El sorteo para la conformación de las semifinales se llevó a cabo el día 27 de octubre de 2017.
| Fecha                  | Estadio               | Equipo 1 | Resultado | Equipo 2    |
| ---------------------- | --------------------- | -------- | --------- | ----------- |
| 1 de noviembre de 2017 | Cuscatlán             | Alianza  | 0 - 1     | Santa Tecla |
| 2 de diciembre de 2017 | Óscar Alberto Quiteño | FAS      | 1 - 0     | Chagüite    |

### Final
| Fecha                   | Estadio   | Equipo 1 | Resultado | Equipo 2    |
| ----------------------- | --------- | -------- | --------- | ----------- |
| 22 de noviembre de 2017 | Cuscatlán | FAS      | 0 - 1     | Santa Tecla |

| Campeón Copa El Salvador 2016-17 |
| -------------------------------- |
|                                  |
| Santa Tecla                      |
| 1er Título                       |

## Estadísticas

### Goleadores
| Jugador                | Equipo           | Goles |
| ---------------------- | ---------------- | ----- |
| Ricardinho             | Santa Tecla      | 6     |
| José Enrique Contreras | Alianza          | 5     |
| Allan Murialdo         | FAS              | 5     |
| Christopher Galeas     | Municipal Limeño | 5     |
| Roberto Sol            | Chagüite         | 3     |

## Premios y reconocimientos
La organización otorgó tres reconocimientos tras la finalización del torneo:
| Premio                          | Jugador         | Equipo      |
| ------------------------------- | --------------- | ----------- |
| Campeón goleador                | Ricardinho      | Santa Tecla |
| Jugador más valioso de la final | Juan Barahona   | Santa Tecla |
| Portero menos vencido           | Nicolás Pacheco | FAS         |